# Seznam dílů seriálu Agentura Jasno
Toto je seznam dílů seriálu Agentura Jasno.

## Přehled řad
| Řada | Díly | Premiéra v USA    | Premiéra v USA    | Premiéra v ČR      | Premiéra v ČR    |
| Řada | Díly | První díl         | Poslední díl      | První díl          | Poslední díl     |
| ---- | ---- | ----------------- | ----------------- | ------------------ | ---------------- |
| 1    | 15   | 7. července 2006  | 2. března 2007    | 13. července 2007  | 15. února 2008   |
| 2    | 16   | 13. července 2007 | 15. února 2008    | 20. listopadu 2010 | 20. března 2011  |
| 3    | 16   | 18. července 2008 | 20. února 2009    | 8. května 2011     | 2. července 2011 |
| 4    | 16   | 7. srpna 2009     | 10. března 2010   | 3. července 2011   | 21. srpna 2011   |
| 5    | 16   | 14. července 2010 | 22. prosince 2010 | 17. února 2014     | 11. března 2014  |
| 6    | 16   | 12. října 2011    | 11. dubna 2012    | 18. května 2015    | 9. června 2015   |
| 7    | 16   | 27. února 2013    | 15. prosince 2013 | vysíláno           | vysíláno         |
| 8    | 10   | 8. ledna 2014     | 26. března 2014   | vysíláno           | vysíláno         |

## Seznam dílů

### První řada (2006–2007)
| Č. v seriálu | Č. v řadě | Původní název                                              | Český název                                         | Režie             | Scénář                                            | Premiéra v USA    | Premiéra v ČR |
| ------------ | --------- | ---------------------------------------------------------- | --------------------------------------------------- | ----------------- | ------------------------------------------------- | ----------------- | ------------- |
| 1            | 1         | Pilot                                                      | —                                                   | Michael Engler    | Steve Franks                                      | 7. července 2006  | vysíláno      |
| 2            | 2         | Spellingg Bee                                              | Soutěž v hláskování                                 | Mel Damski        | Steve Franks                                      | 14. července 2006 | vysíláno      |
| 3            | 3         | Speak Now or Forever Hold Your Piece                       | Nechť promluví nyní, nebo ať navždy mlčí            | Michael Zinberg   | Steve Franks                                      | 21. července 2006 | vysíláno      |
| 4            | 4         | Woman Seeking Dead Husband: Smokers Okay, No Pets          | Žena hledá mrtvého manžela, kuřáci ano, zvířata ne  | Jeff Melman       | Steve Franks                                      | 28. července 2006 | vysíláno      |
| 5            | 5         | 9 Lives                                                    | Devět životů                                        | Matt Shakman      | Andy Berman                                       | 4. srpna 2006     | vysíláno      |
| 6            | 6         | Weekend Warriors                                           | Víkendoví bojovníci                                 | John Fortenberry  | Douglas Steinberg                                 | 11. srpna 2006    | vysíláno      |
| 7            | 7         | Who Ya Gonna Call?                                         | Kdo z nich to je?                                   | Michael Lange     | Kerry Lenhart a John J. Sakmar                    | 18. srpna 2006    | vysíláno      |
| 8            | 8         | Shawn vs. the Red Phantom                                  | Shawn versus Rudý fantom                            | John T. Kretchmer | Anupam Nigam                                      | 25. srpna 2006    | vysíláno      |
| 9            | 9         | Forget Me Not                                              | Nezapomeň na mě                                     | Mel Damski        | Lee Goldberg a William Rabkin                     | 19. ledna 2007    | vysíláno      |
| 10           | 10        | From the Earth to the Starbucks                            | Špatná konstelace                                   | Michael Zinberg   | Steve Franks                                      | 26. ledna 2007    | vysíláno      |
| 11           | 11        | He Loves Me, He Loves Me Not, He Loves Me, Oops He's Dead! | Má mě rád, nemá mě rád, má mě rád, jejda, nemá puls | Tim Matheson      | Andy Berman                                       | 2. února 2007     | vysíláno      |
| 12           | 12        | Cloudy... With a Chance of Murder                          | Zataženo s možností vraždy                          | Lev L. Spiro      | Andy Berman                                       | 9. února 2007     | vysíláno      |
| 13           | 13        | Game, Set... Muuurder?                                     | Připravit, pozor, vražda                            | James L. Conway   | Anupam Nigam                                      | 16. února 2007    | vysíláno      |
| 14           | 14        | Poker? I Barely Know Her                                   | Poker? Mmm, a předkrm nebude?!                      | Joanna Kerns      | Kerry Lenhart, John J. Sakmar a Douglas Steinberg | 23. února 2007    | vysíláno      |
| 15           | 15        | Scary Sherry: Bianca's Toast                               | Duch šílené Sherry                                  | John Landis       | Steve Franks a James Roday                        | 2. března 2007    | vysíláno      |

### Druhá řada (2007–2008)
| Č. v seriálu | Č. v řadě | Původní název                              | Český název                               | Režie           | Scénář                     | Premiéra v USA    | Premiéra v ČR |
| ------------ | --------- | ------------------------------------------ | ----------------------------------------- | --------------- | -------------------------- | ----------------- | ------------- |
| 16           | 1         | American Duos                              | Americké duo                              | John Landis     | Steve Franks a James Roday | 13. července 2007 | vysíláno      |
| 17           | 2         | 65 Million Years Off                       | Dinosauří případ                          | Tim Matheson    | Steve Franks               | 20. července 2007 | vysíláno      |
| 18           | 3         | Psy vs. Psy                                | Médium proti médiu                        | Mel Damski      | Andy Berman                | 27. července 2007 | vysíláno      |
| 19           | 4         | Zero to Murder in Sixty Seconds            | Z nuly k vraždě za 60 sekund              | Stephen Surjik  | Saladin K. Patterson       | 3. srpna 2007     | vysíláno      |
| 20           | 5         | And Down the Stretch Comes Murder          | Vražda na dostizích                       | Michael Zinberg | Josh Bycel                 | 10. srpna 2007    | vysíláno      |
| 21           | 6         | Meat Is Murder, But Murder Is Also Murder  | Maso je vražda, ale vražda je taky vražda | Eric Laneuville | Daniel Hsia                | 17. srpna 2007    | vysíláno      |
| 22           | 7         | If You're So Smart, Then Why Are You Dead? | Když jsi tak chytrý, tak proč jsi mrtvý?  | Arlene Sanford  | Anupam Nigam               | 24. srpna 2007    | vysíláno      |
| 23           | 8         | Rob-a-Bye Baby                             | Lupičská ukolébavka                       | Paul Lazarus    | Tami Sagher                | 7. září 2007      | vysíláno      |
| 24           | 9         | Bounty Hunters!                            | Lovci odměn                               | John Badham     | Andy Berman                | 14. září 2007     | vysíláno      |
| 25           | 10        | Gus' Dad May Have Killed an Old Guy        | Gusův otec možná zabil souseda            | Oz Scott        | Saladin K. Patterson       | 7. prosince 2007  | vysíláno      |
| 26           | 11        | There's Something About Mira               | Něco na té Miře je                        | Joanna Kerns    | Josh Bycel & Daniel Hsia   | 11. ledna 2008    | vysíláno      |
| 27           | 12        | The Old and the Restless                   | Staří a neklidní                          | Jason Ensler    | Anupam Nigam               | 18. ledna 2008    | vysíláno      |
| 28           | 13        | Lights, Camera... Homicidio                | Světla, kamera, vražda                    | Matt Shakman    | Andy Berman                | 25. ledna 2008    | vysíláno      |
| 29           | 14        | Dis-Lodged                                 | Vražda v tajném klubu                     | Mel Damski      | Tim Meltreger              | 1. února 2008     | vysíláno      |
| 30           | 15        | Black and Tan: A Crime of Fashion          | Vražedná móda                             | Mel Damski      | Steve Franks a James Roday | 8. února 2008     | vysíláno      |
| 31           | 16        | Shawn (and Gus) of the Dead                | Soumrak mrtvých                           | Steve Franks    | Steve Franks               | 15. února 2008    | vysíláno      |

### Třetí řada (2008–2009)
| Č. v seriálu | Č. v řadě | Původní název                                        | Český název                                              | Režie             | Scénář                     | Premiéra v USA     | Premiéra v ČR |
| ------------ | --------- | ---------------------------------------------------- | -------------------------------------------------------- | ----------------- | -------------------------- | ------------------ | ------------- |
| 32           | 1         | Ghosts                                               | Duchové                                                  | Stephen Surjik    | Steve Franks               | 18. července 2008  | vysíláno      |
| 33           | 2         | Murder? … Anyone? … Anyone? … Bueller?               | Třídní setkání po 13 letech                              | Michael McMurray  | Andy Berman                | 25. července 2008  | vysíláno      |
| 34           | 3         | Daredevils!                                          | Jízda smrti                                              | John Badham       | Anupam Nigam               | 1. srpna 2008      | vysíláno      |
| 35           | 4         | The Greatest Adventure in the History of Basic Cable | Největší dobrodružství v dějinách veřejnoprávní televize | Jay Chandrasekhar | Josh Bycel                 | 8. srpna 2008      | vysíláno      |
| 36           | 5         | Disco Didn't Die. It Was Murdered!                   | Disko nezemřelo, bylo zavražděno                         | Mel Damski        | Saladin K. Patterson       | 15. srpna 2008     | vysíláno      |
| 37           | 6         | There Might Be Blood                                 | Možná až do krve                                         | John Badham       | Kell Cahoon                | 22. srpna 2008     | vysíláno      |
| 38           | 7         | Talk Derby to Me                                     | Bruslařské závody                                        | Steve Miner       | Tim Meltreger              | 5. září 2008       | vysíláno      |
| 39           | 8         | Gus Walks into a Bank                                | Když jde Gus do banky                                    | Eric Laneuville   | Andy Berman                | 12. září 2008      | vysíláno      |
| 40           | 9         | Christmas Joy                                        | Vánoce                                                   | John Landis       | Saladin K. Patterson       | 28. listopadu 2008 | vysíláno      |
| 41           | 10        | Six Feet Under the Sea                               | Odpočívej v pokoji                                       | Steve Franks      | Steve Franks               | 9. ledna 2009      | vysíláno      |
| 42           | 11        | Lassie Did a Bad, Bad Thing                          | Lassie udělal moc špatnou věc                            | Stephen Surjik    | Kell Cahoon                | 16. ledna 2009     | vysíláno      |
| 43           | 12        | Earth, Wind and... Wait for It                       | Země, vzduch a... Počkejte si                            | Tim Matheson      | Anupam Nigam               | 23. ledna 2009     | vysíláno      |
| 44           | 13        | Any Given Friday Night at 10pm, 9pm Central          | Každý pátek od deseti večer                              | Mel Damski        | Josh Bycel                 | 30. ledna 2009     | vysíláno      |
| 45           | 14        | Truer Lies                                           | Pravdivější lži                                          | Martha Coolidge   | Victoria Walker            | 6. února 2009      | vysíláno      |
| 46           | 15        | Tuesday the 17th                                     | Úterý sedmnáctého                                        | James Roday       | Steve Franks a James Roday | 13. února 2009     | vysíláno      |
| 47           | 16        | An Evening with Mr. Yang                             | Večer s panem Yangem                                     | Mel Damski        | Andy Berman a James Roday  | 20. února 2009     | vysíláno      |

### Čtvrtá řada (2009–2010)
| Č. v seriálu | Č. v řadě | Původní název                                          | Český název                     | Režie             | Scénář                             | Premiéra v USA  | Premiéra v ČR |
| ------------ | --------- | ------------------------------------------------------ | ------------------------------- | ----------------- | ---------------------------------- | --------------- | ------------- |
| 48           | 1         | Extradition: British Columbia                          | Místo určení: Britská Kolumbie  | Steve Franks      | Steve Franks                       | 7. srpna 2009   | vysíláno      |
| 49           | 2         | He Dead                                                | Poslední přání                  | Michael McMurray  | Saladin K. Patterson               | 14. srpna 2009  | vysíláno      |
| 50           | 3         | High Noon-ish                                          | Dva stateční                    | Mel Damski        | Kell Cahoon                        | 21. srpna 2009  | vysíláno      |
| 51           | 4         | The Devil's in the Details... and the Upstairs Bedroom | Ďábel se skrývá v dívčím pokoji | John Badham       | Bill Callahan                      | 28. srpna 2009  | vysíláno      |
| 52           | 5         | Shawn Gets the Yips                                    | Shawn má trému                  | Tawnia McKiernan  | Kell Cahoon a Bill Callahan        | 11. září 2009   | vysíláno      |
| 53           | 6         | Bollywood Homicide                                     | Vraždy po indicku               | Jay Chandrasekhar | Steve Franks a Anupam Nigam        | 18. září 2009   | vysíláno      |
| 54           | 7         | High Top Fade-Out                                      | Je těžké sbohem dát             | Stephen Surjik    | Saladin K. Patterson a James Roday | 25. září 2009   | vysíláno      |
| 55           | 8         | Let's Get Hairy                                        | Vlkodlak                        | Andrew Bernstein  | Todd Harthan a James Roday         | 9. října 2009   | vysíláno      |
| 56           | 9         | Shawn Takes a Shot in the Dark                         | Výstřel do tmy                  | Mel Damski        | Andy Berman                        | 16. října 2009  | vysíláno      |
| 57           | 10        | You Can't Handle This Episode                          | Tenhle případ nevyřešíš         | Mel Damski        | Andy Berman                        | 27. ledna 2010  | vysíláno      |
| 58           | 11        | Thrill Seekers and Hell-Raisers                        | Adrenalinoví blázni             | Mel Damski        | Kell Cahoon a Saladin K. Patterson | 3. února 2010   | vysíláno      |
| 59           | 12        | A Very Juliet Episode                                  | Vše o Juliet                    | Steve Franks      | Steve Franks a Tim Meltreger       | 10. února 2010  | vysíláno      |
| 60           | 13        | Death Is in the Air                                    | Smrt je ve vzduchu              | Stephen Surjik    | Bill Callahan a Anupam Nigam       | 17. února 2010  | vysíláno      |
| 61           | 14        | Think Tank                                             | Mozkovna                        | Stephen Surjik    | Steve Franks a Andy Berman         | 24. února 2010  | vysíláno      |
| 62           | 15        | The Head, the Tail, the Whole Damn Episode             | Zmatek od začátku do konce      | Matt Shakman      | Steve Franks a Tim Meltreger       | 3. března 2010  | vysíláno      |
| 63           | 16        | Mr. Yin Presents...                                    | Pan Yin uvádí...                | James Roday       | Andy Berman a James Roday          | 10. března 2010 | vysíláno      |

### Pátá řada (2010)
| Č. v seriálu | Č. v řadě | Původní název                               | Český název                               | Režie             | Scénář                             | Premiéra v USA     | Premiéra v ČR |
| ------------ | --------- | ------------------------------------------- | ----------------------------------------- | ----------------- | ---------------------------------- | ------------------ | ------------- |
| 64           | 1         | Romeo and Juliet and Juliet                 | Romeo a Julie a Juliet                    | Steve Franks      | Steve Franks                       | 14. července 2010  | vysíláno      |
| 65           | 2         | Feet Don't Kill Me Now                      | Chodidla, teď neselhávejte                | Mel Damski        | Saladin K. Patterson               | 21. července 2010  | vysíláno      |
| 66           | 3         | Not Even Close... Encounters                | Žádná blízká setkání                      | John Badham       | Bill Callahan                      | 28. července 2010  | vysíláno      |
| 67           | 4         | Chivalry Is Not Dead... But Someone Is      | Gentlemani nevymřeli... ale někdo ano     | Jay Chandrasekhar | Andy Berman                        | 4. srpna 2010      | vysíláno      |
| 68           | 5         | Shawn and Gus in Drag (Racing)              | Shawn a Gus na ulici                      | Mel Damski        | Kell Cahoon a Tim Meltreger        | 11. srpna 2010     | vysíláno      |
| 69           | 6         | Viagra Falls                                | Viagraské vodopády                        | Andrew Bernstein  | Todd Harthan                       | 18. srpna 2010     | vysíláno      |
| 70           | 7         | Ferry Tale                                  | Příběh z trajektu                         | Reginald Hudlin   | Kell Cahoon a Saladin K. Patterson | 25. srpna 2010     | vysíláno      |
| 71           | 8         | Shawn 2.0                                   | Shawn verze 2.0                           | David Crabtree    | Bill Callahan                      | 1. září 2010       | vysíláno      |
| 72           | 9         | One, Maybe Two, Ways Out                    | Jeden, možná dva způsoby, jak z toho ven  | Mel Damski        | Andy Berman a Todd Harthan         | 8. září 2010       | vysíláno      |
| 73           | 10        | Extradition II: The Actual Extradition Part | Vydání II: Aktuální vydání                | Steve Franks      | Steve Franks                       | 10. listopadu 2010 | vysíláno      |
| 74           | 11        | In Plain Fright                             | Hrůza na vlastní oči                      | Stephen Surjik    | Steve Franks a Tim Meltreger       | 17. listopadu 2010 | vysíláno      |
| 75           | 12        | Dual Spires                                 | Festival v Dual Spires                    | Matt Shakman      | Bill Callahan a James Roday        | 1. prosince 2010   | vysíláno      |
| 76           | 13        | We'd Like to Thank the Academy              | Rádi bychom poděkovali policejní akademii | Tawnia McKiernan  | Bill Callahan a Todd Harthan       | 8. prosince 2010   | vysíláno      |
| 77           | 14        | The Polarizing Express                      | Polarizující expres                       | James Roday       | Saladin K. Patterson a James Roday | 15. prosince 2010  | vysíláno      |
| 78           | 15        | Dead Bear Walking                           | Mrtvý medvěd přichází                     | Andy Berman       | Andy Berman                        | 15. prosince 2010  | vysíláno      |
| 79           | 16        | Yang 3 in 2D                                | Yang 3 v 2D                               | Mel Damski        | Andy Berman a James Roday          | 22. prosince 2010  | vysíláno      |

### Šestá řada (2011–2012)
| Č. v seriálu | Č. v řadě | Původní název                                                      | Český název                                            | Režie             | Scénář                             | Premiéra v USA     | Premiéra v ČR |
| ------------ | --------- | ------------------------------------------------------------------ | ------------------------------------------------------ | ----------------- | ---------------------------------- | ------------------ | ------------- |
| 80           | 1         | Shawn Rescues Darth Vader                                          | Shawn zachraňuje Dartha Vadera                         | Steve Franks      | Steve Franks                       | 12. října 2011     | vysíláno      |
| 81           | 2         | Last Night Gus                                                     | Gus minulé noci                                        | Andy Berman       | Andy Berman                        | 19. října 2011     | vysíláno      |
| 82           | 3         | This Episode Sucks                                                 | Tahle epizoda tě vycucne                               | James Roday       | Todd Harthan a James Roday         | 26. října 2011     | vysíláno      |
| 83           | 4         | The Amazing Psych-Man & Tap Man, Issue #2                          | Úžasný jasnovidec a světák                             | Mel Damski        | Saladin K. Patterson               | 2. listopadu 2011  | vysíláno      |
| 84           | 5         | Dead Man's Curve Ball                                              | Nadhoz mrtvého muže                                    | Mel Damski        | Bill Callahan                      | 9. listopadu 2011  | vysíláno      |
| 85           | 6         | Shawn, Interrupted                                                 | Shawn mezi blázny                                      | Andrew Bernstein  | Kell Cahoon                        | 16. listopadu 2011 | vysíláno      |
| 86           | 7         | In for a Penny...                                                  | Risk je zisk                                           | Mel Damski        | Todd Harthan                       | 30. listopadu 2011 | vysíláno      |
| 87           | 8         | The Tao of Gus                                                     | Gusovo tao                                             | John Badham       | Tim Meltreger                      | 7. prosince 2011   | vysíláno      |
| 88           | 9         | Neil Simon's Lover's Retreat                                       | Vražda o romantickém víkendu                           | Brad Turner       | Carlos Jacott                      | 14. prosince 2011  | vysíláno      |
| 89           | 10        | Indiana Shawn and the Temple of the Kinda Crappy, Rusty Old Dagger | Indiana Shawn a chrám dost hnusné, rezavé a staré dýky | Steve Franks      | Steve Franks                       | 29. prosince 2011  | vysíláno      |
| 90           | 11        | Heeeeere's Lassie                                                  | Tadyyy je Lassie                                       | James Roday       | Todd Harthan a Tim Meltreger       | 7. března 2012     | vysíláno      |
| 91           | 12        | Shawn and the Real Girl                                            | Shawn a pravá dívka                                    | Timothy Busfield  | Andy Berman                        | 14. března 2012    | vysíláno      |
| 92           | 13        | Let's Doo-Wop It Again                                             | Rozjeď to znovu, Gusi                                  | Jay Chandrasekhar | Saladin K. Patterson a Kell Cahoon | 21. března 2012    | vysíláno      |
| 93           | 14        | Autopsy Turvy                                                      | Pitva naruby                                           | Jennifer Lynchová | Andy Berman a James Roday          | 28. března 2012    | vysíláno      |
| 94           | 15        | True Grits                                                         | Opravdoví padouši                                      | Reginald Hudlin   | Saladin K. Patterson               | 4. dubna 2012      | vysíláno      |
| 95           | 16        | Santabarbaratown                                                   | Město Santa Barbara                                    | David Crabtree    | Bill Callahan                      | 11. dubna 2012     | vysíláno      |

### Sedmá řada (2013)
| Č. v seriálu | Č. v řadě | Původní název               | Český název                          | Režie                | Scénář                             | Premiéra v USA    | Premiéra v ČR |
| ------------ | --------- | --------------------------- | ------------------------------------ | -------------------- | ---------------------------------- | ----------------- | ------------- |
| 96           | 1         | Santabarbaratown 2          | Město Santa Barbara II               | Mel Damski           | Steve Franks a Bill Callahan       | 27. února 2013    | vysíláno      |
| 97           | 2         | Juliet Takes a Luvvah       | Juliet hledá miláška                 | Andy Berman          | Andy Berman                        | 6. března 2013    | vysíláno      |
| 98           | 3         | Lassie Jerky                | Lassie nadivoko                      | James Roday          | James Roday                        | 13. března 2013   | vysíláno      |
| 99           | 4         | No Country for Two Old Men  | Tahle země není pro dva starý chlapy | Mel Damski           | Kell Cahoon                        | 20. března 2013   | vysíláno      |
| 100          | 5         | 100 Clues                   | Sto stop                             | Matt Shakman         | Todd Harthan                       | 27. března 2013   | vysíláno      |
| 101          | 6         | Cirque Du Soul              | Zaprodaný cirkus                     | Jennifer Lynchová    | Saladin K. Patterson               | 3. dubna 2013     | vysíláno      |
| 102          | 7         | Deez Nups                   | Veselice před veselkou               | James Roday          | Bill Callahan & James Roday        | 10. dubna 2013    | vysíláno      |
| 103          | 8         | Right Turn or Left for Dead | Odbočka doprava nebo doleva ke smrti | David Crabtree       | Carlos Jacott                      | 17. dubna 2013    | vysíláno      |
| 104          | 9         | Juliet Wears the Pantsuit   | Juliet nosí kalhotový kostým         | Jennifer Lynch       | Brittany Hilgers                   | 24. dubna 2013    | vysíláno      |
| 105          | 10        | Santa Barbarian Candidate   | Santabarský kandidát                 | Richard Coleman      | Tim Meltreger                      | 1. května 2013    | vysíláno      |
| 106          | 11        | Office Space                | Maléry pana Šikuly                   | Andrew Bernstein     | Andy Berman a Todd Harthan         | 8. května 2013    | vysíláno      |
| 107          | 12        | Dead Air                    | Mrtvé vysílání                       | Saladin K. Patterson | Saladin K. Patterson a Kell Cahoon | 15. května 2013   | vysíláno      |
| 108          | 13        | Nip and Suck It!            | Uštípnout a odsát                    | Mel Damski           | Carlos Jacott a Tim Meltreger      | 22. května 2013   | vysíláno      |
| 109          | 14        | No Trout About It           | Troutovi do toho nic není            | Brad Turner          | Bill Callahan a Carlos Jacott      | 29. května 2013   | vysíláno      |
| 110/111      | 15/16     | Psych: The Musical          | Agentura Jasno: Muzikál              | Steve Franks         | Steve Franks                       | 15. prosince 2013 | vysíláno      |

### Osmá řada (2014)
| Č. v seriálu | Č. v řadě | Původní název                                                        | Český název                                            | Režie           | Scénář                             | Premiéra v USA  | Premiéra v ČR |
| ------------ | --------- | -------------------------------------------------------------------- | ------------------------------------------------------ | --------------- | ---------------------------------- | --------------- | ------------- |
| 112          | 1         | Lock, Stock, Some Smoking Barrels and Burton Guster's Goblet of Fire | Sbal prachy a vypadni a Ohnivý pohár Burtona Gustera   | Steve Franks    | Kell Cahoon a Steve Franks         | 8. ledna 2014   | vysíláno      |
| 113          | 2         | S.E.I.Z.E. the Day                                                   | S.V.Í.Z.N.I. den                                       | David Crabtree  | Todd Harthan                       | 15. ledna 2014  | vysíláno      |
| 114          | 3         | Remake A.K.A. Cloudy... With a Chance of Improvement                 | Remake známý též jako Zataženo... s možností vyjasnění | Andy Berman     | Andy Berman a Todd Harthan         | 22. ledna 2014  | vysíláno      |
| 115          | 4         | Someone's Got a Woody                                                |                                                        | Mel Damski      | Andy Berman a Saladin K. Patterson | 29. ledna 2014  | vysíláno      |
| 116          | 5         | Cog Blocked                                                          | Zaseknutá součástka                                    | Brad Turner     | Carlos Jacott                      | 5. února 2014   | vysíláno      |
| 117          | 6         | 1967: A Psych Odyssey                                                | 1967: Jasnovidná odysea                                | Kirsten Nelson  | Tim Meltreger a James Roday        | 26. února 2014  | vysíláno      |
| 118          | 7         | Shawn and Gus Truck Things Up                                        |                                                        | David Crabtree  | Saladin K. Patterson               | 5. března 2014  | vysíláno      |
| 119          | 8         | A Touch of Sweevil                                                   | Dotek přízla                                           | Richard Coleman | Kell Cahoon a Todd Harthan         | 12. března 2014 | vysíláno      |
| 120          | 9         | A Nightmare on State Street                                          | Noční můra v State Street                              | James Roday     | Carlos Jacott                      | 19. března 2014 | vysíláno      |
| 121          | 10        | The Break-Up                                                         | Rozchod                                                | Steve Franks    | Steve Franks                       | 26. března 2014 | vysíláno      |

### Film (2017)
Psych: The Movie má oznámenou premiéru na prosinec roku 2017. Režie se ujmul Steve Franks a scénář napsali Steve Franks a James Roday.